# Плантарний фасциїт
Плантарний фасциїт або підошовний фасціоз (нар. — п'яткова шпора) — це не захворювання, спричинене запально-дегенеративними змінами плантарної (підошовної) фасції. Найбільш розповсюдженими симптомами є колючий біль у п'яті чи підйомі стопи, що посилюється при ходінні.

## Причини
Ускладненням цього захворювання є кісткове розростання на п'яті у вигляді шпори. П'яткова шпора виникає від мікророзривів у фасції в області п'яти. Через ці розриви фасція починає запалюватися і виникає біль. Під час сну фасції коротшають через зрощення мікророзривів, але вже при перших кроках утворюється мікророзрив, при перших ранкових кроках утворюється повторний розрив, потім вони розтягуються і біль стихає. Мікророзриви виникають через вплив маси тіла на стопу. Вони вважаються нормою, оскільки неминучі й швидко регресують.
Однак така мікротравматизація нерідко має постійний характер та супроводжується запаленням і болем. Оскільки організм людини завжди намагається компенсувати дефекти та збитки, те ж саме і відбувається відносно плантарного фасциїта, коли компенсаторно формується п'яткова шпора, являючи собою остеофіт (кістковий наріст).
Найчастіше до шпори на п'яті та плантарного фасциїту схильні жінки та люди середнього віку від 40 років, але в останні часи ця патологія зустрічається та у молодих людей.
Причинами плантарного фасциїту є:
- зайва вага;
- гіподинамія;
- носіння взуття на високих підборах;
- професійні заняття бігом, танцями;
- звід стопи низький або високий;
- тривала ходьба по твердій поверхні без використання амортизуючого взуття (супінатор);
- ревматоїдний артрит;
- прийом гормональних препаратів;
- атрофія п'яткової жирової подушки[2].

Клінічна картина виражається в болях у п'яті, що виникають вранці або під час перших кроків.
Також, часто болить кісточка і підйом стопи, біль може виникати при навантаженнях.

## Діагностика
З метою виявлення причин, що викликали біль у п'яті, потрібна консультація лікаря ортопед-травматолог, або спеціаліста подолога. Лікар під час огляду зверне увагу на невеликий набряк, почервоніння і чутливість в основі п'яти. Проводиться рентгенографія стопи, на якій чітко видно шпору. Також по знімку можна побачити стан і цілістність кісток стопи. Величина і розмір шипа може бути невеликими, але при цьому больові відчуття можуть бути досить вираженими. Іноді можуть проводитися додаткові дослідження, такі як аналіз зразка шкіри або нігтя.
Також можна зробити ультразвукове дослідження стопи. Це дослідження дозволяє уточнити масштаби вогнища патології при шпорі п'яти та виявити ознаки запалення, набряку тканин, визначити цілісність сухожилля і зв'язок.

## Лікування
У більшості людей симптоми плантарного фасциїту минають за вчасного та відповідного лікування. Для повного відновлення тканини може бути необхідно близько 9 місяців. Дуже мало людей з плантарним фасциїтом потребують хірургічного втручання. Треба точно визначити причину розвитку захворювання.
При наявності зайвої ваги, її слід знизити, необхідно дозувати заняття спортом і навчитися правильно носити важкі речі. Слід підібрати зручне взуття, а жінкам потрібно забути про високі підбори. В період лікування п'яткової шпори необхідно знизити навантаження на ноги, відмовитися від поїздок на велосипеді, бігу і довгої ходьби. Потрібно використовувати спеціальні ортопедичні устілки з поглибленням в області п'яти та з м'якою прокладкою. Не завадить носіння підп'яточників (якщо немає устілок).

###### Засоби для лікування плантарного фасциїта
- індивідуальні ортопедичні устілки;
- ударно-хвильова терапія;
- лазер високої інтенсивності;
- прийняття теплих ванн з морською сіллю і содою;
- використання мазей з одночасним масажем;
- лікувальна гімнастика з елементами масажу стопи та гомілки;
- використання хондропротекторів, нестероїдних протизапальних засобів, мазей і пластирів з розсмоктуючу дію;
- медикаментозна блокада[4];

##### У світі існує декілька медичних способів лікування плантарного фасциїту.
На початковому етапі лікування, з метою зменшення набряку і запалення в осередку болю, застосовують блокади за допомогою локальної ін'єкції стероїдного препарату.

##### 1.Ультразвуктафонофорез
Ці процедури на 30 % дають позитивні результати в терапії плантарного фасциїту. В результаті, знімається запалення, але і знижується вміст кальцію в здорових тканинах. Це є недоліком ультразвуку.
2. Ударно-хвильова терапія.
Лікування цим способом проходить без застосування хімічних лікарських засобів. Іноді за допомогою цієї процедури можна домогтися розсмоктування п'яткової шпори. Імпульси ударних хвиль сприяють розпушуванню кальцію в шпорі п'яти, позбавлення зв'язок від накопичених солей кальцій.
Переваги. Зменшення запалення, набряку, знеболювання, регенерація, Після курсу ударно-хвильової терапії біль зникає і людина може повертатися до звичного життя. Кількість процедур залежить від ступеня захворювання. Чим раніше звернулися до лікаря, тим лікування проходить швидше та ефективніше. Зазвичай потрібно 5-12 сеансів через 3-7 днів.
Протипоказання. Онкологічні захворювання, вагітність, утворення тромбоз і тромбофлебіт.

## Профілактика
Потрібно стежити за власною вагою, більше рухатися і робити це правильно, не допускати перевантаження стоп, лікувати плоскостопість, носити зручне взуття і своєчасно лікувати патології хребта та суглобів.